# Oscillation
Cet article concerne l'oscillation en physique. Pour l'oscillation en mathématiques, voir Oscillation (mathématiques).
 (janvier 2014).
Si vous disposez d'ouvrages ou d'articles de référence ou si vous connaissez des sites web de qualité traitant du thème abordé ici, merci de compléter l'article en donnant les références utiles à sa vérifiabilité et en les liant à la section « Notes et références ».

Un système masse-ressort non amorti est un système oscillant régulier.

Une oscillation est un mouvement ou une fluctuation périodique autour d'une position d'équilibre stable. Les oscillations sont soit régulières (périodiques) soit décroissantes (amorties). Elles répondent aux mêmes équations quel que soit le domaine,. Une oscillation est une « variation d'une grandeur mécanique, électrique, caractérisée par un changement périodique de sens ». Le cycle d'une oscillation est le temps écoulé entre deux passages successifs par la position d'équilibre.

## Mécanique
Une oscillation est un mouvement répétitif d'une pièce mobile autour d'un point fixe d'équilibre. Par exemple :
- un balancier de pendule oscille de droite à gauche autour de son point d'équilibre qui est la verticale ;
- une suspension de véhicule a tendance à osciller autour de son point de repos, lors de son fonctionnement sans amortisseur ou lorsque celui-ci est défectueux.

Pour créer volontairement une oscillation mécanique, ou l'entretenir, on peut :
- utiliser un système à excentrique ;
- utiliser un électroaimant alimenté par un courant alternatif ;
- pour les faibles amplitudes, utiliser un cristal piézoélectrique alimenté par un courant alternatif ;
- créer des turbulences dans un fluide.

Voir aussi les articles Systèmes oscillants à un degré de liberté et Vibration.

## Électricité-électronique
L'oscillation dans un circuit électrique peut être voulue, comme dans le cas des oscillateurs, ou être due à un défaut. Elle consiste en une variation cyclique de l'intensité de la tension électrique dans ce circuit.

## Physique
La matière est en perpétuelle agitation ou oscillation au niveau moléculaire. Les ondes associées peuvent être de nature :
- matérielle, comme le son qui est une vibration des molécules composant l'air
- immatérielle, comme la lumière qui résulte de la vibration d'un champ électrique et d'un champ magnétique dans le vide.

L’oscillation est également une propriété des neutrinos : on parle d’oscillation des neutrinos pour désigner le changement de leur saveur mesurée dans le temps.
D'une manière générale, l'oscillation d'un corps physique correspond au mouvement de ce corps qui repasse régulièrement par les mêmes positions avec les mêmes vitesses[réf. nécessaire].

## Oscillateur harmonique
L'oscillateur harmonique simple vérifie l'équation différentielle 
{\displaystyle y''+\omega _{0}^{2}\;y=0}
dont les solutions sont de la forme :
{\displaystyle y(t)=A\,\cos(\omega _{0}\,t)+B\,\sin(\omega _{0}\,t)}
ou
{\displaystyle y(t)={\sqrt {A^{2}+B^{2}}}\;\cos(\omega _{0}\,t+\varphi )}
avec
{\displaystyle A} et {\displaystyle B} des constantes à déterminer avec les conditions initiales.

{\displaystyle {\sqrt {A^{2}+B^{2}}}} est l'amplitude maximale d'oscillation.